# Дзюба Петро Петрович
Петро Петрович Дзюба (нар. 12 лютого 1915 — пом. 17 січня 1965) — радянський військовий льотчик, Герой Радянського Союзу (1944).

## Біографія

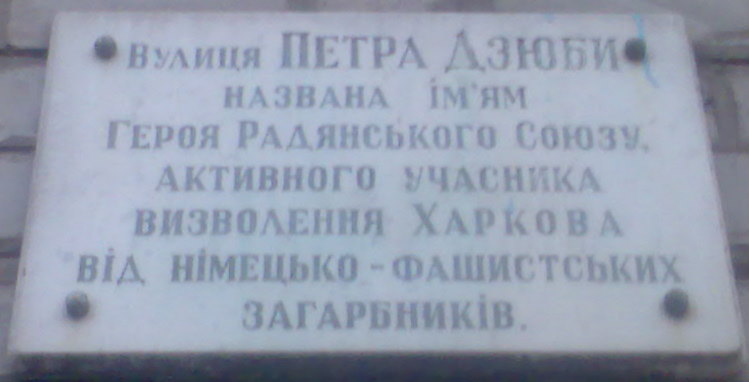
Анатоційна дошка на проспекті Дзюби у Харкові

Народився 12 лютого 1915 року в селищі Костянтинівка (зараз місто Донецької області, Україна). Українець. Закінчив індустріально-хімічний технікум у Слов'янську. Працював на залізничних майстернях у Харкові. У 1935 році закінчив Харківський аероклуб.
У РСЧА з січня 1939 року. В 1940 році закінчив Одеську військову авіаційну школу льотчиків. Служив в стройових частинах ВПС (у Київському військовому окрузі).
Учасник німецько-радянської війни з червня 1941 року.
Помічник командира 85-о гвардійського винищувального авіаційного полку з повітряно-стрілецької служби (6-а гвардійська винищувальна авіаційна дивізія, 8-а повітряна армія, Південний фронт), гвардії капітан П. П. Дзюба до жовтня 1943 року здійснив 319 бойових вильотів, у повітряних боях збив особисто 19 і у групі 16 літаків противника.
1 листопада 1943 року гвардії капітану П. П. Дзюбі присвоєно звання Героя Радянського Союзу з врученням ордена Леніна і медалі «Золота Зірка» (№ 1271).
8 травня 1944 року в одному з повітряних боїв над Кримським півостровом літак капітана Дзюби був підбитий, через що йому довелося зробити вимушену посадку. При посадці літак вибухнув, П. П. Дзюба отримав важкі поранення. У госпіталі йому ампутували ногу.
З грудня 1945 року майор П. П. Дзюба у відставці. Жив і працював у Харкові. Помер 17 січня 1965 року.

## Вшанування пам'яті
У Харкові, ім'ям Петра Дзюби, названо проспект та встановлено анатоційну дошку.